# Beichtgeheimnis
Als Beichtgeheimnis, Beichtsiegel oder Sigillum confessionis bezeichnet man die pflichtmäßige Verschwiegenheit des Geistlichen in Bezug auf alles, was ihm in der Beichte anvertraut wird. Das Beichtgeheimnis wurde allgemeinkirchlich erstmals 1215 auf dem IV. Laterankonzil formuliert und ist seitdem im römisch-katholischen Kirchenrecht verankert. Im Bereich der evangelischen Kirchen differenziert man zwischen dem Seelsorgegeheimnis und dem Beichtgeheimnis.
Der heilige Johannes Nepomuk gilt als Schutzpatron des Beichtgeheimnisses. Zu seinen Attributen gehört folglich eine Zunge. Römisch-katholische Priester, die ihr Leben als Märtyrer hauptsächlich oder allein um des Schutzes des Beichtgeheimnisses willen verloren, sind unter anderen Henry Garnet († 1606), Johannes Sarkander († 1620), Andreas Faulhaber († 1757), Pedro Marieluz Garcés († 1825), Mateo Correa Magallanes († 1927), Felipe Císcar Puig († 1936), Fernando Olmedo Reguera († 1936) und Hermann Josef Wehrle  († 1944 in Berlin-Plötzensee).

## Kirchenrecht

### Römisch-katholische Kirche
Das Beichtgeheimnis ist im kanonischen Recht unbedingt behauptet („Das Beichtgeheimnis ist unverletzlich“, can. 983 §1 CIC 1983) und die direkte Verletzung desselben mit der Tatstrafe der Exkommunikation belegt (can. 1386 §1 CIC). Es wurde schon im Mittelalter in der Kirche anerkannt und gilt somit als eine der rechtsgeschichtlich ältesten Datenschutzinstitutionen. Es betrifft im strengen Sinn nur den Beichtvater; allerdings bindet die Pflicht zur strikten Geheimhaltung gegebenenfalls auch „Dolmetscher und alle anderen …, die auf irgendeine Weise aus der Beichte zur Kenntnis von Sünden gelangt sind“ (can. 983 §2 CIC). Da auch solche Beteiligte mit Exkommunikation bestraft werden können, wenn sie die Geheimhaltung verletzen (can. 1386 §2 CIC), gibt es in der Praxis keinen relevanten Unterschied zum Beichtgeheimnis im engeren Sinn. In allen Fällen ist es unerheblich, ob bei der Beichte auch die Absolution erteilt wurde; Voraussetzung ist nur der Wille der Betreffenden zur sakramentalen Beichte.
Nicht zur Geheimhaltung verpflichtet ist der Beichtende selbst, auch nicht in Bezug auf Äußerungen des Beichtvaters. Niemand kann Letzteren von seiner Schweigepflicht gegenüber Dritten entbinden, auch nicht der Beichtende selbst. Auch diesen selbst gegenüber ist das Beichtgeheimnis einzuhalten. Eine Entbindung ist nur denkbar, wenn sie im Interesse der Betroffenen liegt und diese es wünschen, aber auch dann nur für die konkrete Situation, also beispielsweise ein persönliches Gespräch, das ein Pönitent mit dem Beichtvater außerhalb der Beichte über deren Inhalt führt. In jedem Fall gilt ein Beichtvater nach kirchlichem Recht für das in der Beichte erworbene Wissen als zeugnisunfähig, daran ändert auch eine ausdrückliche Entbindung nichts.

### Evangelische Landeskirchen
Im Bereich der evangelischen Landeskirchen ist Seelsorge und Beichte anerkannt, wenngleich auch ohne sakramentalen Charakter. Anerkannt waren deshalb auch das Seelsorge- und Beichtgeheimnis. Seit 2009 regelt auch das Seelsorgegeheimnisgesetz der EKD die rechtlichen Grundlagen der Seelsorge in der Evangelischen Kirche. Unterschieden wird hierbei zwischen Seelsorge und Beichte. Während im Rahmen der Seelsorge bekannt gewordene Tatsachen nicht ohne den Willen des sich Anvertrauenden weitergegeben werden dürfen, gilt das Beichtgeheimnis als „unverbrüchlich“, eine Entbindung durch den Beichtenden ist daher nicht möglich.
Evangelische Pfarrer sind bereits kraft ihrer Ordination mit Seelsorge beauftragt, und die Wahrung des Seelsorgegeheimnisses gehört zu ihren zentralen Dienstpflichten aus den Pfarrdienstgesetzen der Landeskirchen. Darüber hinaus können im evangelischen Bereich auch weitere Mitarbeiter mit Seelsorge und Beichte beauftragt werden.
Schließlich existiert im Bereich der Kirchenverwaltung eine allgemeine, auch bei staatlichen Behörden zu beachtende „Amtsverschwiegenheit“, von der durch die vorgesetzte Behörde entbunden werden kann.

## Weltliches Recht
Im staatlichen Recht wird die Bedeutung des Beichtgeheimnisses von Land zu Land uneinheitlich bewertet, in den Vereinigten Staaten und Australien bestehen mit Stand von Juni 2018 auch zwischen den unterstaatlichen Einheiten verschiedene Gesetzgebungen.

### Australien

#### Bundesrecht
Im August 2017 empfahl die höchste staatliche Ermittlungskommission Royal Commission dem Gesetzgeber die Einführung einer strafbewehrten Meldepflicht, die auch gelten solle, wenn ein Priester in der Beichte von sexuellem Missbrauch erfährt. Die australischen Bischöfe sprachen sich unter Berufung auf das Beichtgeheimnis gegen diese Ausweitung der Meldepflicht aus.

#### Territoriales Recht
Das die Hauptstadt Canberra einschließende Australian Capital Territory beschloss im Juni 2018 eine Anzeigepflicht für Priester, die in der Beichte von sexuellem Missbrauch erfahren, und ein Inkrafttreten des Gesetzes zum 31. März 2019. In Südaustralien gilt ein entsprechendes Gesetz seit Juni 2018. In Tasmanien und Westaustralien war eine Anzeigepflicht trotz Beichtgeheimnisses in Vorbereitung, der Bundesstaat Victoria lehnte zunächst deren örtliche Einführung vor einer bundesweiten Regelung ab. Im September 2018 einigten sich die Parteien im Parlament Victorias auf die Einführung der allgemeinen strafbewehrten Anzeigepflicht. New South Wales vertagte die Entscheidung (Stand Juli 2018). Seit 2019 gilt die strafbewehrte Anzeigepflicht auch in Tasmanien. Die dortige katholische Kirche rief zur Sabotage des geltenden Gesetzes auf. Auf die Befolgung des Aufrufs stehen bis zu 21 Jahren Freiheitsstrafe. Im Northern Territory gilt ebenfalls seit 2019 die Verpflichtung, Sexualstraftaten trotz des Beichtgeheimnisses anzuzeigen. Im September 2020 zog Queensland mit einer Höchststrafe von drei Jahren nach.

### Chile
Das chilenische Parlament verabschiedete im April 2019 ein Gesetz, das die strafbewehrte Anzeigepflicht bei sexuellem Missbrauch trotz des Beichtgeheimnisses festschreiben soll. Das Gesetz muss noch vom Senat bestätigt werden, um in Kraft zu treten.

### Costa Rica
Der Staatspräsident von Costa Rica, Carlos Alvarado Quesada, forderte im Juni 2019 das Parlament auf, eine strafbewehrte Anzeigepflicht bei sexuellem Missbrauch zu erörtern. Diese solle auch gelten, wenn der Zeuge als Beichtvater von dem Delikt erfahre. Die Nichtanzeige solle mit einer Geldstrafe bedroht sein.

### Deutschland

#### Zeugnisverweigerungsrecht
Sowohl im deutschen Zivil- als im Strafprozess sind Geistliche in Ansehung desjenigen, was ihnen bei Ausübung der Seelsorge anvertraut ist, zur Verweigerung des Zeugnisses berechtigt. Für den Strafprozess folgt dies aus § 53 Abs. 1 Nr. 1 StPO, für den Zivilprozess aus § 383 Abs. 1 Nr. 4 ZPO. Entgegen dem Wortlaut des § 385 Abs. 2 ZPO verpflichtet selbst eine (kirchenrechtlich ohnehin meist unwirksame, s. o.) „Entbindung“ nicht zum Zeugnis. Für die römisch-katholische Kirche ergibt sich das aus Artikel 9 des Reichskonkordats, für andere Religionsgemeinschaften aus dem Gleichheitsgrundsatz.
Wer Geistlicher in diesem Sinne ist, bestimmt sich nicht nach einem bestimmten Status (Priesterweihe, Ordination), sondern nach der Funktion, zur Seelsorge berufen zu sein. Auch Pastoralreferenten, nicht-ordinierte Seelsorger, Gemeindediakone usw. kommen deshalb als Inhaber von Zeugnisverweigerungsrechten in Frage.

#### Nichtanzeige geplanter Straftaten
Für Geistliche besteht gem. § 139 Abs. 2 StGB keine Anzeigepflicht, wenn sie in ihrer Eigenschaft als Seelsorger von dem Vorhaben einer schweren Straftat glaubhaft Kenntnis erhalten. Damit nimmt das staatliche Recht auf den Gewissenskonflikt des Geistlichen und die Glaubwürdigkeit der betroffenen Religionsgemeinschaft Rücksicht.

#### Reformvorhaben des Bundesinnenministeriums
Im Januar 2008 plante erstmals eine Bundesregierung unter Federführung des Bundesinnenministers Wolfgang Schäuble, den Abhörschutz für Geistliche (§ 100c Abs. 6 StPO) einzuschränken. Dies traf auf heftige Proteste seitens der christlichen Kirchen. In der seit 1. Januar 2009 geltenden Fassung des BKA-Gesetzes findet dieses Vorhaben keine Entsprechung.

### Frankreich
In Frankreich entbindet das Beichtgeheimnis nicht von der Verpflichtung, Straftaten gegen Wehrlose oder Personen unter 15 Jahren anzuzeigen, was 2001 zur Verurteilung des Bischofs Pierre Pican führte. Das Unterlassen der Strafanzeige wird mit Geldstrafe bis 45.000 € und Freiheitsstrafe bis zu drei Jahren geahndet. Seit 2018 verjähren Verstöße gegen die Anzeigepflicht nicht mehr.

### Indien
In Indien gilt eine strafbewehrte Anzeigepflicht für alle mit Freiheitsstrafe bedrohten Delikte einschließlich der Planung von Straftaten, Ausnahmen sind nicht vorgesehen. Das Unterlassen der Strafanzeige ist mit bis zu einem Viertel der für die betreffende Straftat geltenden Höchststrafe bedroht.

### Irland
Im Strafrecht Irlands bildete das Beichtgeheimnis bis 2012 eine Ausnahme von der Verpflichtung, Kindesmissbrauch zur Anzeige zu bringen. Die Ausnahme wurde 2012 abgeschafft, jedoch kam die strafbewehrte Anzeigepflicht bis August 2017 in keinem Gerichtsverfahren zur Anwendung.

### Österreich
Einen besonders umfassenden Schutz genießt das Beichtgeheimnis in Österreich, das sich in einem Konkordat im Jahr 1933 hierzu verpflichtet hat. Dem Beichtgeheimnis unterliegende Zeugen dürfen über Sachverhalte, die ihnen in der Beichte oder einem sonstigen Seelsorgegespräch zur Kenntnis kamen, nicht vernommen werden; auf diesem Weg gewonnene Erkenntnisse unterliegen einem Verwertungsverbot.

### Schweden
Gemäß Kapitel 36, §5 der schwedischen Prozessordnung (Rättegångsbalken) dürfen Priester vor Gericht nicht zum Inhalt seelsorgerischer Gespräche vernommen werden. Die Schweigepflicht gilt absolut, eine Entbindung davon ist also nicht möglich. Kapitel 31, §9 der Kirchenordnung (Kyrkoordningen) der schwedischen Kirche enthält eine generelle Schweigepflicht für Priester.

### Schweiz
In der Schweiz begründet das Beichtgeheimnis ein Aussage- und Anzeigeverweigerungsrecht. Ein Gesetzesvorschlag, das Beichtgeheimnis im Fall von Kindesmissbrauch aufzuheben, scheiterte im März 2012 im Nationalrat.

### Vereinigte Staaten
In den Vereinigten Staaten legen die einzelnen Bundesstaaten und Außengebiete die Bedeutung des Beichtgeheimnisses vor Gericht im Rahmen der allgemeinen Straf- und Zivilrechtes fest. In allen Bundesstaaten sind sämtliche Personen ohne Ansehen ihres Berufs juristisch berechtigt, Vernachlässigung oder sexuellen Missbrauch von Kindern zur Anzeige zu bringen. In Delaware, Florida, Idaho, Indiana, Kentucky, Maryland, Mississippi, Nebraska, New Hampshire, New Jersey, New Mexico, North Carolina, Oklahoma, Puerto Rico, Rhode Island, Tennessee, Texas, Utah und Wyoming sind darüber hinaus alle Personen unabhängig von ihrem Beruf zur Anzeige solcher Fälle verpflichtet. In Alabama, Arizona, Arkansas, Colorado, Connecticut, Georgia, Guam, Illinois, Kalifornien, Louisiana, Maine, Massachusetts, Michigan, Minnesota, Mississippi, Missouri, Montana, Nevada, New Hampshire, New Mexico, North Dakota, Ohio, Oregon, Pennsylvania, South Carolina, Vermont, West Virginia und Wisconsin gehören Geistliche zu den anzeigepflichtigen Berufsgruppen; in Louisiana dürfen sie Aussagen in Zivilverfahren unter Berufung auf das Beichtgeheimnis verweigern.
Im Februar 2019 wurde in Kalifornien eine Gesetzesvorlage eingebracht, die das Verschweigen sexuellen Missbrauchs auch bei Kenntnisnahme in der Beichte unter Strafe stellen soll. Michael Barber, Bischof von Oakland, kündigte an, das Gesetz im Fall der Verabschiedung zu brechen und die angedrohte Freiheitsstrafe in Kauf zu nehmen.

## Trivia
Das Beichtgeheimnis ist ein beliebtes Filmmotiv: Alfred Hitchcock behandelt in seinem Film Ich beichte (1953) die Problematik, dass ein Priester eines Mordes verdächtigt wird, dessen wirklichen Täter er aus der Beichte kennt, dieses Wissen aber aufgrund des Beichtgeheimnisses nicht zu seiner Entlastung verwenden darf. Weitere Filme mit dem Beichtgeheimnis als zentralem Motiv sind beispielsweise Das Siegel Gottes (1949), Die rote Herberge (1951), Der Kaplan von San Lorenzo (1953), Beichtgeheimnis (1956), Die Fastnachtsbeichte (1960), The Good Shepherd (2004) und Am Sonntag bist Du tot (2014).